# 舍普斯
舍普斯是德国图林根州的一个市镇。总面积4.35平方公里，总人口381人，其中男性244人，女性137人（2011年12月31日），人口密度88人/平方公里。